# Leszek Kuzaj
Leszek Kuzaj, né le 16 mai 1968, est un pilote de rallye polonais.

## Biographie
Il commence la compétition automobile en 1988, et arrête celle-ci 23 ans plus tard en 2011 (à 43 ans).
Son meilleur résultat en WRC est une 11e place acquise au rallye du Japon en 2007 sur Subaru Impreza WRX STI avec le britannique Craig Parry, pour 18 participations en mondial en 1998 et 2007.
Durant toute sa carrière internationale, il a concouru uniquement sur des véhicules de marque japonaise (Mitsubishi, Toyota, et Subaru).

## Palmarès

### Titres
- Quadruple Champion de Pologne des rallyes, en 2002 sur Peugeot 206 WRC essentiellement (saison notamment avec Erwin Mombaerts), puis en 2004, 2005 et 2006, sur Subaru Impreza (trois derniers titres consécutifs avec Maciej Szczepaniak exclusivement pour copilote);
- Champion de Pologne des rallyes du Groupe N: 1997;
  - Vice-champion de Pologne des rallyes en 2000;
  - 3e du championnat d'Europe des rallyes en 2002;
  - 3e du championnat de Pologne des rallyes en 1999, 2001 et 2003.

### 8 victoires en championnat d'Europe
- Rallye de Krakowski: 2000;
- Rallye Wisły: 2000;
- Rallye de Pologne: 2001 et 2006;
- Rallye de Bulgarie: 2002;
- Rallye de Croatie: 2002;
- Rallye de Karkonoski: 2002;
- Rallye Nikon: 2005.